# Bisbe de Gierow
El bisbe de Gierow (Euplectes gierowii) és un ocell de la família dels ploceids (Ploceidae).

## Hàbitat i distribució
Habita zones amb herba alta del sud-oest de República Democràtica del Congo i nord-oest i oest d'Angola, República Centreafricana, nord, nord-est i est de la República Democràtica del Congo, sud de Sudan del Sud, sud-oest d'Etiòpia i Uganda, sud-oest de Kenya i nord de Tanzània.